# Лахнер, Фердинанд
Фердинанд Лахнер (нем. Ferdinand Lachner; 23 марта 1856, Прага — 23 октября 1910, Прага) — чешский скрипач.
Окончил Пражскую консерваторию (1876), ученик Антонина Бенневица и Яна Ондржичека, занимался также в Пражской органной школе у Франтишека Скугерского и Зденека Фибиха. С 1879 г. был концертмейстером во Вроцлаве, затем в Варшаве, с 1883 г. в пражском Национальном театре.
Выступал первой скрипкой в различных (по большей части непостоянных) камерных ансамблях — в том числе при премьерах струнных квартетов Бедржиха Сметаны № 1 «Из моей жизни» (1879) и № 2 (1884). Многолетнее творческое содружество связывало Лахнера и с Антонином Дворжаком — включая участие в ряде премьер: фортепианного квартета (23 ноября 1890 года), фортепианного трио № 4 «Думки» (11 апреля 1891 года, с Ганушем Виганом и композитором) и др. В 1892 г. предпринял вместе с Дворжаком и Виганом концертный тур по Чехии и Моравии (около 40 выступлений), исполняя сочинения Дворжака (перед отъездом композитора в США). Выступал также с Леошем Яначеком (начиная с концертных программ в Брно в 1882 году, которыми тот дирижировал).
Покончил жизнь самоубийством.